# Црква Свете Петке у Породину
Црква Свете Петке у Породину, месту у општини Жабари подигнута је у периоду од 1869. до 1872. године и представља непокретно културно добро као споменик културе.

## Архитектура
Црква у Породину је посвећена Светој Петки, саграђена је као једнобродна грађевина са малом олтарском апсидом на истоку, бочним певницама и звоником уз западну фасаду. Просторно је подељена на олтар и наос, чији западни травеј са галеријом је преузео функцију припрате. Декоративна обрада фасада је изузетно скромна. Њу карактерише извођење архитектонских елемената у виду кровног венца, издужених и лучно завршених монофора, слепих окулуса и ниша, и у малтеру изведеног мотива крста на источној фасади. Посебна пажња је посвећена обради западне фасаде којом доминира звоник.
Олтарски простор од наоса одваја иконостасна преграда изведена у класицистичком духу уз примену барокних декоративних елемената. Иконе на њој осликали су 1892. године сликари из Сомбора Димитрије и Зарија Мартиновић. Четири представе на зидовима бочних певница осликао је 1938. године руски емигрант Тодор Фарафанов.
У цркви се налазе вредни примери икона, богослужбених књига и сасуда, као и комада црквеног мобилијара.